# Zilvervlekspeldenknopje
Het zilvervlekspeldenknopje (Neopachygaster meromelas) is een vliegensoort uit de familie van de wapenvliegen (Stratiomyidae). De wetenschappelijke naam van de soort is voor het eerst geldig gepubliceerd in 1841 door Jean-Marie Léon Dufour.